# Nokia Asha 202
Il Nokia Asha 202 è un feature phone della Nokia.
È stato presentato il 27 febbraio 2012 al Mobile World Congress di Barcellona insieme ad altri due modelli della serie Asha: il gemello 203 e il 302. Questo terminale, considerato un entry level, uscirà in Italia nel secondo trimestre 2012 ad un prezzo non superiore ai 100 €.
L'unica differenza con il suo gemello, l'Asha 203, è quella della presenza della tecnologia Easy Swap dual SIM.